# Choroba wrzodowa
Choroba wrzodowa żołądka i dwunastnicy (łac. morbus ulcerosus ventriculi et duodeni) – obecność wrzodów trawiennych, czyli ubytków w błonie śluzowej żołądka lub dwunastnicy. Występują one najczęściej w dwunastnicy i wtedy stwierdza się częstsze występowanie u mężczyzn. Najczęstszymi przyczynami są: zakażenie Helicobacter pylori i niesteroidowe leki przeciwzapalne. Często występującym i głównym objawem jest ból w nadbrzuszu, jednak czasem przebieg może być skąpo- lub bezobjawowy. Niekiedy objawy są niecharakterystyczne. Gastroskopia jest badaniem diagnostycznym, które ostatecznie rozstrzyga o rozpoznaniu wrzodów. W leczeniu główną rolę odgrywa leczenie zakażenia Helicobacter pylori, stosowanie leków: blokerów pompy protonowej i H2-blokerów oraz właściwa dieta, zaprzestanie palenia papierosów i unikanie leków wrzodotwórczych. W przypadku powikłań choroby (perforacja wrzodu, zwężenie odźwiernika, podejrzenie transformacji nowotworowej), a niekiedy w wypadku nieskuteczności leczenia zachowawczego stosowane jest leczenie operacyjne.

## Epidemiologia
Jest jedną z najczęstszych chorób przewodu pokarmowego. Występuje u około 5–10% całej dorosłej populacji. Mężczyźni chorują ponad dwukrotnie częściej niż kobiety (dotyczy to tylko wrzodu dwunastnicy, u osób chorych na wrzód żołądka nie ma zróżnicowania w stosunku do płci ). Ponad 60% wrzodów zlokalizowanych jest w dwunastnicy. Od lat 50. XX w. w rozwiniętych krajach Europy Zachodniej i Ameryki Północnej sukcesywnie zmniejsza się zapadalność na wrzód dwunastnicy.

## Etiopatogeneza

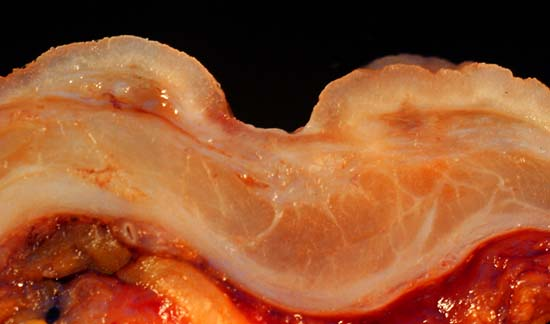
Przekrój poprzeczny wrzodu żołądka. Widoczne warstwy ściany żołądka pozostają niezaburzone, w przeciwieństwie do chorób rozrostowych

Do przyczyn występowania choroby wrzodowej żołądka i dwunastnicy zalicza się:
- zakażenie Helicobacter pylori
Odpowiada za 92% przypadków występowania wrzodów dwunastnicy i około 70% wrzodów żołądka[2]. W Polsce zakażonych jest większość dorosłych i około 1/3 dzieci. Najczęstszym miejscem bytowania bakterii jest część przedodźwiernikowa żołądka. Początkowo w wyniku zakażenia dochodzi do ostrego zapalenia żołądka (nacieki ściany żołądka przez neutrofile, uwalnianie enzymów proteolitycznych i rodników tlenowych, z towarzyszącą hipochlorhydrią, która dodatkowo ułatwia dalszą kolonizację Helicobacter pylori), które po kilku tygodniach przechodzi w przewlekłe (nacieki z limfocytów, monocytów, bez hipochlorhydrii, z wytworzeniem przeciwciał wobec antygenów bakteryjnych). Towarzyszy temu nadmierne wydzielanie gastryny przez komórki G na skutek pobudzenia przez cytokiny – TNF-α, INF-γ i IL 8. Jednocześnie następuje zmniejszenie liczby komórek D wytwarzających somatostatynę, hormon hamujący wydzielanie gastryny (przyczyną tego może być zwiększona aktywność metylotransferazy bakteryjnej odpowiedzialnej za przekształcanie histaminy w N-α-metylohistaminę, która silnie hamuje wydzielanie somatostatyny). Bezpośrednim skutkiem hipergastrynemii jest zwiększone wydzielanie kwasu solnego.
- czynniki genetyczne
Większa częstość występowania choroby wrzodowej jest związana z genetycznie uwarunkowaną zwiększoną ilością komórek okładzinowych wytwarzających kwas solny oraz z ich zwiększoną wrażliwością na działanie gastryny.
Obserwuje się zwiększoną częstość występowania wrzodów dwunastnicy u osób z grupą krwi 0. Ma to prawdopodobnie związek z obecnością antygenu Lewis b, który jest receptorem na komórkach nabłonka żołądka ułatwiającym przylegania do nich Helicobacter pylori.
U osób z wrzodem dwunastnicy zaobserwowano zwiększone występowanie antygenu HLA-B5.
- palenie papierosów
Składniki dymu tytoniowego mają bezpośredni wpływ na powstawanie wrzodów. Poza tym u palaczy tytoniu częściej dochodzi do nawrotów, a także do trudniejszego gojenia wrzodu.
- niesteroidowe leki przeciwzapalne
Dotyczy głównie żołądka.
Choroba wrzodowa w wyniku spożywania tych leków jest spowodowana ich miejscowym i ogólnoustrojowym działaniem. Powodują bezpośrednie uszkodzenie komórek nabłonka żołądka. Poprzez zahamowanie aktywności cykloksygenazy typu I (COX-1) zmniejszają wytwarzanie prostaglandyn (PGE1, PGE2, PGI2) w śluzówce żołądka (mają działanie ochronne).
Najbardziej toksyczne działanie w stosunku do śluzówki żołądka wykazują piroksykam, indometacyna i ketoprofen. Relatywnie najmniej szkód wywołują ibuprofen i nabumeton.

Rzadsze przyczyny:
- zespół Zollingera-Ellisona
- choroba Leśniowskiego-Crohna
- kortykosteroidy
Wywierają działanie wrzodotwórcze w skojarzeniu z niesteroidowymi lekami przeciwzapalnymi (jednoczesne podawanie leków z obu grup zwiększa ryzyko powstania wrzodu 15-krotnie; same NLPZ zwiększają to ryzyko 4-krotnie[1] ).
- nadczynność przytarczyc
- mastocytoza układowa
- zespół rakowiaka
- bazofilia w zespołach mieloproliferacyjnych
- przerost komórek G w części przedodźwiernikowej żołądka
- zakażenie wirusem opryszczki pospolitej i cytomegalowirusem
- zakażenie Helicobacter heilmannii
- leki
  - chlorek potasu
  - bisfosfoniany
  - mykofenolan mofetylu
- zwężenie dwunastnicy
- napromienianie
- chemioterapia
- sarkoidoza
- przyczyny idiopatyczne

Nie udowodniono wpływu alkoholu etylowego, sposobu odżywiania, roli stresu ani czynników psychologicznych w powstawaniu choroby wrzodowej. Mogą jednak zaostrzać jej przebieg.
Choroba wrzodowa żołądka i dwunastnicy może być objawem klinicznym depresji maskowanej (to jest takiego rodzaju depresji, w którym endogenny zespół depresyjny maskowany jest przez inne objawy).

## Umiejscowienie
Cztery piąte wrzodów żołądka lokalizuje się na krzywiźnie mniejszej, głównie w odźwierniku i w okolicy kąta. Jeśli chodzi o wrzody dwunastnicy to najczęściej dotyczą one przedniej ściany opuszki.

Liczne wrzody w żołądku i dwunastnicy, o nietypowej lokalizacji, oporne na leczenie budzą podejrzenie zespołu Zollingera-Ellisona.

## Objawy
- ból zlokalizowany w nadbrzuszu – pojawia się zwykle 1–3 godziny po posiłku (wrzody żołądka), ustępuje po spożyciu pokarmu lub zażyciu leków zobojętniających kwas solny. Często bóle występują w nocy lub nad ranem – na czczo (wrzody dwunastnicy). Nawracają co kilka miesięcy (nasilenie dolegliwości wiosną i jesienią).
- pieczenie występujące za mostkiem (tzw. zgaga)
- nudności, wymioty
- kwaśne lub gorzkie odbijanie
- brak apetytu
- niesmak w ustach
- zaparcia na przemian z biegunkami
- spadek masy ciała
- wzdęcie
- czkawka

## Diagnostyka

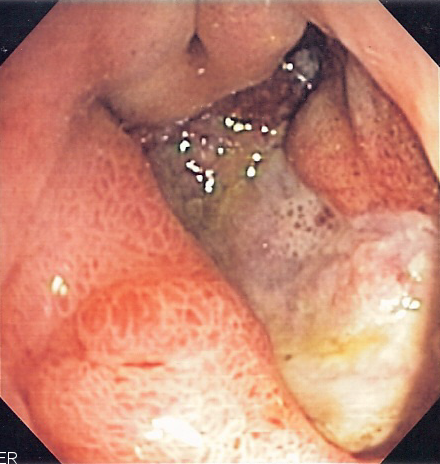
Wrzód żołądka w gastroskopii

Endoskopia (gastroskopia, inaczej panendoskopia) jest badaniem bezpośrednio potwierdzającym obecność wrzodów. W przypadku lokalizacji żołądkowej niezbędne jest pobranie wycinków ze zmiany do badania histopatologicznego w celu wykluczenia obecności nowotworu złośliwego. Pobieranie wycinków z dwunastnicy jest wskazane tylko przy podejrzeniu innej etiologii niż Helicobacter pylori.
Obecność Helicobacter pylori można potwierdzić za pomocą metod inwazyjnych i nieinwazyjnych. Do metod inwazyjnych zaliczamy:
- test ureazowy – pobrany wycinek umieszcza się na płytce zawierającej mocznik z dodatkiem barwnego wskaźnika (np. czerwieni fenolowej). Przy obecności bakterii, a konkretnie ureazy bakteryjnej, mocznik ulega rozkładowi do amoniaku, powodując alkalizację podłoża i zmianę jego barwy. Czułość i swoistość testu wynoszą 95%.
- badanie histopatologiczne wycinka pobranego z dwunastnicy
- hodowla bakteryjna

Metody nieinwazyjne:
- ureazowy test oddechowy – polega na spożyciu przez pacjenta porcji mocznika znakowanego izotopem węgla 13C lub 14C. Pod wpływem bakteryjnego enzymu ureazy dochodzi do jego hydrolizy do dwutlenku węgla i amoniaku, który jest wydalany przez płuca i oznaczany.
- testy serologiczne – obecność swoistych przeciwciał przeciwko antygenom Helicobacter pylori
- test na antygeny Helicobacter pylori w kale – czułość i swoistość wynoszą > 90%

Obecnie praktycznie nie wykonuje się już badań rentgenowskich żołądka i oceny wydzielania kwasu solnego (z wyjątkiem podejrzenia zespołu Zollingera-Ellisona). Mają one obecnie znaczenie historyczne.

## Powikłania

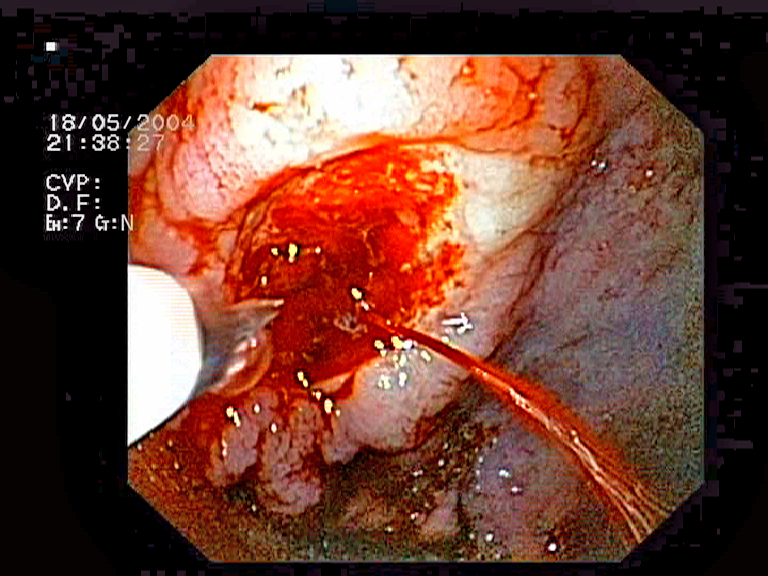
Krwawiący wrzód żołądka. Po lewej widoczna końcówka igły służącej do tamowania krwawień.

- krwawienie z górnego odcinka przewodu pokarmowego
Występuje u ok. 15–20% chorych na chorobę wrzodową.
W przypadku przyjmowania niesteroidowych leków przeciwzapalnych ryzyko znacznie wzrasta.
Objawy: krwiste bądź fusowate wymioty, stolce smoliste, objawy wstrząsu hipowolemicznego
- perforacja wrzodu
Dotyczy 2–7% chorych.
Częściej występuje u osób zażywających niesteroidowe leki przeciwzapalne i palaczy papierosów. Najczęściej perforacji ulegają wrzody zlokalizowane na przedniej ścianie opuszki dwunastnicy[5].
Objawy: gwałtowny ból brzucha, nudności, wymioty, deskowato napięte mięśnie jamy brzusznej, w RTG obecność wolnego gazu pod kopułą przepony, objawy rozlanego zapalenia otrzewnej.
- zwężenie odźwiernika
Występuje u 2–4% chorych.
Jest spowodowane wrzodem umiejscowionym w okolicy przedodźwiernikowej lub przewlekłymi zmianami bliznowatymi kanału odźwiernika.
Objawy: nudności, obfite wymioty, hipokaliemia, zasadowica metaboliczna.

Nie ma dowodów na związek choroby wrzodowej ze zwiększoną częstością występowania raka żołądka. Prawdopodobnie zezłośliwiały wrzód żołądka jest od początku zmianą nowotworową naśladującą obraz wrzodu trawiennego. Badaniem rozstrzygającym jest gastroskopia.

## Różnicowanie
- choroba niedokrwienna serca
- choroba refluksowa
- choroba uchyłkowa
- choroby jelita grubego
- kamica nerkowa
- kamica pęcherzyka żółciowego
- rak trzustki
- rak żołądka
- tętniak aorty brzusznej
- zapalenie dróg żółciowych
- zapalenie przełyku
- zapalenie trzustki
- zapalenie wątroby
- zapalenie żołądka
- zator tętnicy płucnej

## Leczenie
W leczeniu główną rolę odgrywa leczenie zakażenia Helicobacter pylori (eradykacja) oraz stosowanie blokerów pompy protonowej i H2-blokerów. Pomocnicze znaczenie ma właściwa dieta, zaprzestanie palenia papierosów i unikanie niektórych leków wrzodotwórczych. W niektórych przypadkach konieczne jest leczenie operacyjne.
W wypadkach choroby wrzodowej powiązanej z zakażeniem H. pylori eradykacja prowadzi do wyleczenia i zapobiega występowaniu nawrotów choroby (przy niewystępowaniu reinfekcji) – trwałe wyleczenie.
W przypadkach nieleczonych przeciętny czas gojenia wrzodu trawiennego wynosi 15 lat .

### Dieta
Od czasu wprowadzenia skutecznych leków oraz szerokiego wprowadzenia leczenia eradykacyjnego dieta odgrywa marginalną rolę w leczeniu choroby wrzodowej.
Produkty nasilające dolegliwości:
- kawa, herbata, napoje gazowane
- potrawy ciężkostrawne
- cebula
- pikantne przyprawy
- smażone oraz tłuste potrawy

Produkty dopuszczalne:
- twaróg
- chude, gotowane mięso
- kisiel, galaretki
- kasza
- ciasto nie zawierające tłuszczów
- jasne, czerstwe pieczywo
- kawa zbożowa

Należy zaprzestać palenia papierosów – utrudnia gojenie wrzodu i powoduje zwiększone ryzyko jego nawrotu.
W miarę możliwości należy unikać przyjmowania niesteroidowych leków przeciwzapalnych – w razie konieczności leczenia przeciwbólowego lekiem o stosunkowo najmniejszej toksyczności dla nabłonka żołądka jest paracetamol.
Niektóre badania wykazują potencjalną skuteczność probiotyków w leczeniu choroby wrzodowej.

### Leczenie farmakologiczne
- leczenie zakażenia Helicobacter pylori

Obecnie stosuje się terapię trzema lekami przez siedem dni: inhibitor pompy protonowej + dwa z trzech antybiotyków: amoksycylina, klarytromycyna, metronidazol. Terapia taka w 90% prowadzi do eradykacji bakterii.
W przypadku niepowodzenia lub przeciwwskazań do stosowania któregoś z powyższych leków stosuje się schemat: inhibitor pompy protonowej + sole bizmutu + metronidazol + tetracyklina.
Skuteczność leczenia potwierdza się po upływie 4 tygodni od jego zakończenia. W tym celu wykonuje się test oddechowy lub test wykrywający antygeny Helicobacter pylori w kale. W przypadku dodatniego wyniku wdraża się leczenie drugiego i trzeciego rzutu.
- leczenie chorych niezakażonych
  - inhibitory pompy protonowej (esomeprazol, lanzoprazol, omeprazol, pantoprazol, rabeprazol) – najsilniej hamują produkcję kwasu solnego przez komórki okładzinowe żołądka. Blokują one wydzielanie jonów wodorowych do soku żołądkowego zależne od ATP, wiążąc się z błonową H+/K+ ATP-azą (pompą protonową).
  - H2-blokery (cymetydyna, famotydyna, ranitydyna). Blokują wydzielanie kwasu solnego stymulowane histaminą.
  - leki osłaniające (ventrisol) – tworzą na powierzchni wrzodów ochronną warstewkę, zapobiegająca podrażnieniom.
  - M1-blokery (pirenzepina) – zmniejszają wydzielanie kwasu żołądkowego przez blokowanie receptorów muskarynowych
  -  Analogi prostaglandyn (mizoprostol) – działają osłonowo na śluzówkę żołądka oraz zmniejszają produkcję soku żołądkowego.

### Leczenie operacyjne
- Leczenie chirurgiczne wrzodu żołądka polega na wycięciu części żołądka razem z wrzodem. Odtworzenie ciągłości przewodu pokarmowego wykonuje się dwiema metodami. Pierwszym sposobem jest sposób Rydygiera, który polega na łączeniu końca dwunastnicy z żołądkiem. Drugim sposobem jest sposób Billroth II, który polega na zespoleniu żołądka z pierwszą pętlą jelita cienkiego. W ten sposób dwunastnica zostaje zamknięta i stanowi pętlę doprowadzającą żółć i sok trzustkowy do przewodu pokarmowego.
- Leczenie chirurgiczne wrzodu dwunastnicy polega na wagotomii, czyli przecięciu nerwów błędnych, które biegną wzdłuż przełyku do jamy brzusznej i pobudzają wydzielanie soku żołądkowego, pepsyny, zwiększają perystaltykę oraz rozluźniają napięcie zwieraczy. Po operacji często konieczna jest plastyka odźwiernika, gdyż przecięcie nerwów błędnych powoduje skurczenie się tego narządu i uniemożliwia przesuwanie się treści pokarmowej. Wykonuje się to sposobem Heinekego-Mikulicza i polega ona na podłużnym nacięciu i poprzecznym zszyciu odźwiernika.

## Klasyfikacja ICD10
| kod ICD10   | nazwa choroby                                  |
| ----------- | ---------------------------------------------- |
| ICD-10: K25 | Wrzód żołądka                                  |
| ICD-10: K26 | Wrzód dwunastnicy                              |
| ICD-10: K27 | Wrzód trawienny o nieokreślonym umiejscowieniu |
| ICD-10: K28 | Wrzód żołądka i jelit                          |